# Sobór katedralny Trójcy Przenajświętszej w Drohobyczu
Sobór katedralny Trójcy Przenajświętszej w Drohobyczu – katedra eparchii samborsko-drohobyckiej w Drohobyczu, w obwodzie lwowskim na Ukrainie.

## Historia
W 1555 roku w pobliżu obecnej świątyni zbudowano drewnianą cerkiew pw. Trójcy Przenajświętszej. W 1690 roku obecną świątynię zbudowano jako kościół rzymskokatolicki, a w 1697 roku z fundacji Jana Bekierskiego zbudowano klasztor karmelitów. W 1795 roku cesarz austriacki Józef II zlikwidował klasztor, a kościół, klasztor i uposażenie przejęto przez rząd austriacki.
W 1808 roku miasto zakupiło kościół i zabudowania klasztorne, które zaadaptowano na cerkiew i szkołę greckokatolicką. Następnie cerkiew i szkoła zostały oddane w zarząd Bazylianom, ale nadal pozostały własnością miasta. W latach 1894 i 1905 cerkiew odrestaurowano. W 1909 roku artysta Modest Daniłowicz Sosenko wykonał ikonostas.
W czerwcu 1941 roku o. Sewerian Baranyk OSBM i o. Jakym Seńkiwski OSBM miejscowi bazylianie zostali zamordowani przez sowietów w więzieniu w Drohobyczu, a w maju 1946 roku zmarł o. Witalis Bajrak OSBM w więzieniu w Drohobyczu. 
W 1945 roku tereny te weszły w skład Ukraińskiej SRR, duchowieństwo greckokatolickie zostało poddane represjom. Ostatnim parochem w Drohobyczu w latach 1945–1947 był o. Jewhen Nyszczyk OSBM, który w 1947 roku wraz z o. Pawłem Żupańskim OSBM został aresztowany i obaj zginęli na Syberii. 
W latach 90. XX wieku, po restauracji Ukraińskiego Kościoła Greckokatolickiego na Ukrainie i utworzeniu 12 lipca 1993 roku eparchii samborsko-drohobyckiej, cerkiew Świętej Trójcy w Drohobyczu otrzymała status katedry.